# مارا کارفانیا
مارا روزاریا کارفانیا (به ایتالیایی: Mara Rosaria Carfagna) سیاست‌مدار و رقصندهٔ نمایشی (شوگرل) پیشین اهل ایتالیا است.

## پیشینه
زادهٔ ۱۸ دسامبر ۱۹۷۵ در سالرنو، پدرش سالواتوره، رئیس موسسهٔ سانتا کاترینا دا سینا (Santa Caterina Da Siena) و مادرش آموزگار بود.
برادرش هم جراح پلاستیک است. دارای مدرک کارشناسی حقوق از دانشگاه سالرنو می‌باشد و در سال ۲۰۰۱ با تزی پیرامون حقوق اطلاعات و سیستمهای رسانه‌ای دانشگاه را به پایان رساند.
مارا دوره‌های رقص و نوازندگی پیانو را به پایان رساند و توانست در مراسم دختر شایسته ایتالیا سال ۱۹۹۷ به ردهٔ ششم برسد.
سه سال بعد او کار خود را در شبکه‌های تلویزیونی مدیاست (Mediaset) به مالکیت سیلویو برلوسکونی آغاز کرد.
از سال ۲۰۰۰ تا ۲۰۰۶ او یک شوگرل (Showgirl) در برنامهٔ La domenica del villaggio (یکشنبه در روستا) بود همراه با داویده منگاچی (Davide Mengacci)، در سال ۲۰۰۶ نیز رهبری برنامهٔ Piazza grande (میدان بزرگ) به همراه جان‌کارلو ماگالی (Giancarlo Magalli) را بر عهده داشت.مارا همچنین در بخش‌هایی از برنامه‌های تلویزیونی I cervelloni، Vota la voce و Domenica In حضور داشت.
در ژانویهٔ ۲۰۰۷ مارا کارفانیا در مرکز یک جر و بحث با بازخورد جهانی قرار گرفت.در عصرگاه اجرای برنامهٔ جوایز نمایش تلگاتو (Telegatto) برلوسکونی دربارهٔ او گفت: اگر ازدواج نکرده بودم، بلافاصله با او ازدواج می‌کردم! و در پی این گفته همسر برلوسکونی، ورونیکا لاریو (Veronica Lario) خواستار معذرت خواهی در یک روزنامهٔ ملی شد، چیزی که او کمی بعد آن را پس گرفت. کارفانیا کمی بعد نوشته‌ای به نام «خوش لباس و بی ضرر» نوشت و گفت که به خوبی علت واکنش همسر برلوسکونی را متوجه نشده‌است.
مارا بارها با نام مستعار خود که Mara la Bella (مارای زیبا) بود نامیده می‌شد. ماریا به صورت نیمه عریان در مجلهٔ ماکسیم نیز ظاهر شد. مارا البته دختریست که پا فشاری فراوانی بر ارزش‌های خانوادگی دارد و او در یک مصاحبه ادعا کرد که یکبار درخواست بازی در بخشی از فیلم کارگردان سازندهٔ فیلم‌های شهوانی، تینتو براس (Tinto Brass) را رد کرده‌است.
مارا کارفانیا در سال ۲۰۰۴ وارد سیاست شد و عهده‌دار جنبش زنان حزب ایتالیا به پیش (Forza Italia) شد.
در سال ۲۰۰۶ کاندیداتوری و کمی بعد رأی آوردن و راهیابیش به پارلمان ایتالیا باعث ایجاد تنش و بحث و جدل دردرون حزب شد و مخالفانش بر سابقهٔ او به عنوان یک شوگرل در تلویزیون تأکید می‌کردند.به عنوان یک نمایندهٔ مجلس او منشی کمیسیون امور تطابق با قانون اساسی شد. در انتخابات سال ۲۰۰۸ مارا سومین کاندیدا برای مجلس از سوی راستگرایان میانه با عنوان il Popolo della Liberta' (مردم آزادی) که همان ایتالیا به پیش گذشته بود در منطقهٔ ۲ استان کامپانیا شد و برای بار دیگر به پارلمان راه یافت. در ۸ می ۲۰۰۸ مارا کارفانیا به عنوان وزیر فرصت‌های برابر منصوب شد و این انتصاب در چهارمین دولت سیلویو برلوسکونی با توجه فراوان جهانیان همراه شد که بیشتر بر گذشتهٔ ویژهٔ مارا توجه داشتند. کارفانیا نخستین وزیر زن از سالرنو است.
کارفانیا صدای انتشار مشکلات پیرامون جرم و جنایت در شهر مادری خود سالرنو است، به ویژه پس از اینکه خانهٔ مارا برای ۳ بار گوناگون مورد هدف دزدان قرار گرفت. او خودش را زنی ضد فمینیسم می‌داند. او اعتقاد دارد که آزادی وابسته به استقلال نیست مگر در حکومت کردن و تحت نظم در آوردن. مارا بشدت مخالف حقوق همجنس گرایان است و می‌گوید ازدواج کردن باید برابر با تولید مثل باشد.